# Dynastie hassidique de Tchernobyl

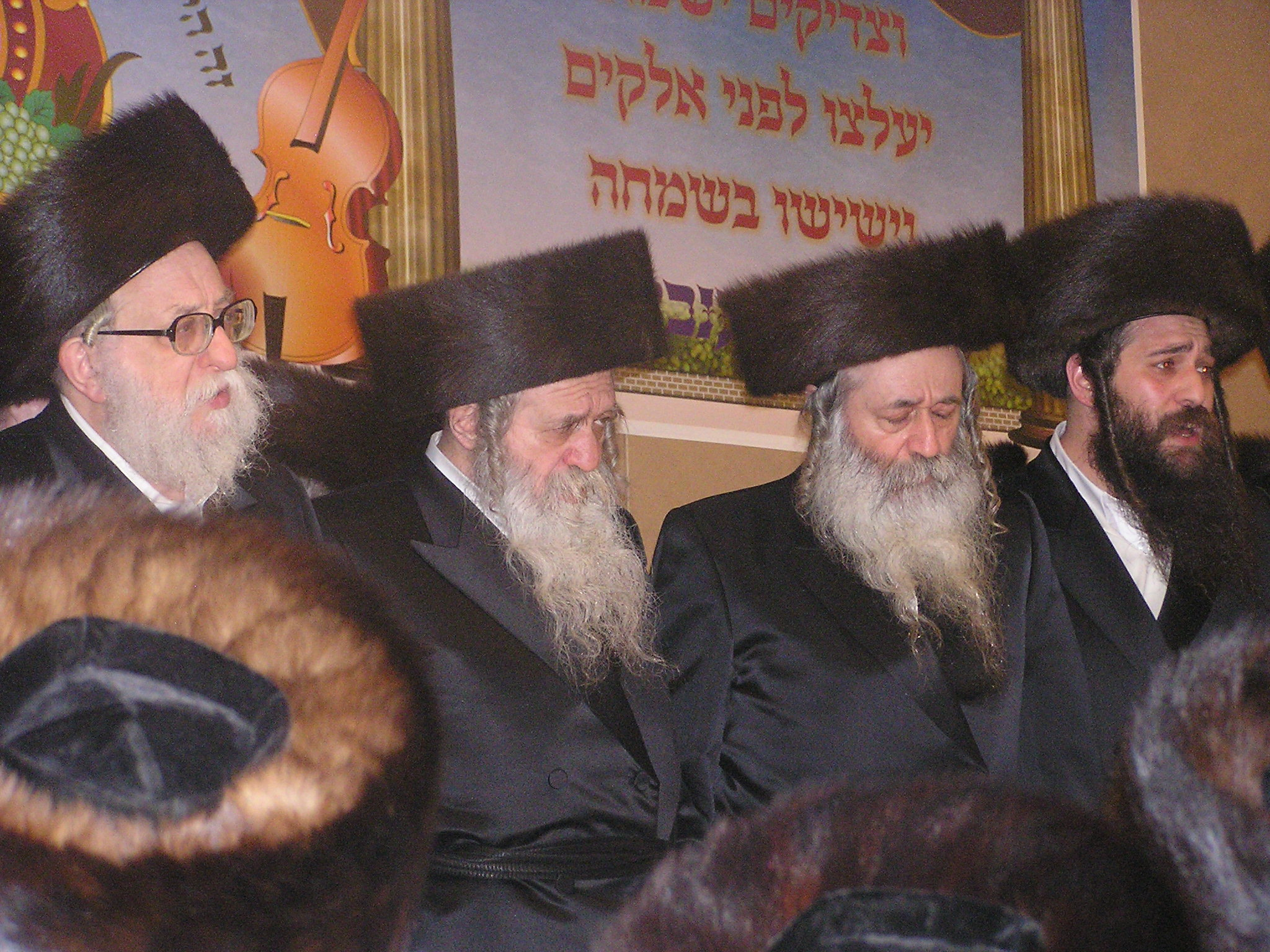
Plusieurs représentants de différentes branches de Twersky de Chernobyler

La Dynastie hassidique de Tchernobyl est une dynastie hassidique fondée par Menachem Nachum Twerski de Tchernobyl, connu sous le nom de son œuvre, le « Méor Einayim ».
La dynastie est nommée selon la ville de Tchernobyl en Ukraine où Menahem Nahoum est maguid.
La dynastie de Tchernobyl a de nombreuses ramifications. Les différentes cours de Tchernobyl, Tcherkassy, Turiisk, Talne, Korestchov, Makarov, Skver, Rachmastrivka, Malyn, Hornosteipl, Makhnivka, Ozarnetz et beaucoup d’autres en font partie.